# 返校
『返校』（へんこう、繁体字台湾語: 返校、英語: Detention）は、台湾（中華民国）の赤燭遊戲（英語: Red Candle Games）が開発したホラーゲーム。2017年1月13日に、パソコンゲームとしてSteamで配信された。日本語版は、同年10月27日にPLAYISMにより『返校 -Detention-』としてSteam及びPLAYISMにて配信された。また、同年10月3日には北米地域においてPlayStation 4版が配信され、2018年3月1日には欧州向けのPlayStation 4版と各国のNintendo Switch版が配信された。
Steamの売り上げランキングで一時世界第3位となり、大きな注目を集めた。

## 作品内容
戒厳令下で中国国民党が強権政治を敷いていた1960年代の台湾の学校が舞台。当局による白色テロを題材として扱っていることから、台湾で大きな話題を呼んだ。ゲームの操作方法は、マウスクリックがメイン。
元々はジョージ・オーウェルの『1984年』のようなディストピアものを作ろうとしていたが、次第に戒厳令時代の台湾との類似点に気付き方向転換したという。また同じく1960年代の台湾を舞台にした映画『牯嶺街少年殺人事件』などの台湾ニューシネマから多くのインスピレーションを受けたという。
劇中音楽として鄧雨賢の作曲した曲が使用されている（望春風、雨夜花など）。

## イントロダクション
ある日、翠華中学（高級中学は日本における高等学校に相当する）の男子学生ウェイは歴史の授業中に居眠りしてしまう。目が覚めると周りには誰もおらず、黒板に台風警報とのみ書かれていた。講堂を抜けて帰宅しようとしたウェイは、壇上で眠る女子生徒レイを発見する。二人で山を降りようとするも、唯一街へつながる橋は崩れており、川の水はまるで血のような赤い濁流に変わっていた。仕方なく学校で一夜を明かすことにした二人。ウェイは電話で外部に助けを呼べるか確かめるために校長室へ向かったが、異変に巻き込まれ消えてしまう。レイが意識を取り戻すとなぜか講堂で椅子に腰掛けており、壇上には手と足首を縛られたウェイが逆さ吊りにされていた。

## 登場人物
ウェイ（魏仲廷/ウェイ・チャンティン）
翠華中学二年生の男子生徒。授業中に寝てしまって教室で一人目覚め、校内に誰もいなくなっていることに気づく。
公式サイトでは「あなた」とプレイヤーの分身の様に書かれているが、実際にはゲームのほんの序盤部分でしか操作しない。
理知的な性格で、読書会の参加者でもあった。バイ教官のことを陰ではグオフォンと呼び捨てにしている。
レイ（方芮欣/ファン・レイシン）
ウェイが講堂で出会った三年生の少女。ゲーム本編での操作キャラクターである実際の主人公。
気付いた時は壇上で椅子に腰掛け眠っており、なぜ自分がそこにいたのかを覚えていなかった。白鹿を象った翡翠のペンダントを大切にしている。学校から脱出しようと進むうちに、自らの秘密を思い出していく。
実は既にこの世の住人ではなく、かつて犯した過ちからこの世を彷徨う地縛霊。生前は普通の学生だったが、元は仲睦まじかった両親が激しい喧嘩を繰り返すようになり、その悩みを紙飛行機に書いてチャン先生の元へ飛ばした。だが相談に乗ってくれた彼は補導の名目で様々なことをレイに教え、やがて恋愛関係になってしまう。家庭の問題を忘れ、つかの間の幸福に酔いしれたものの、突然チャン先生に補導の終わりを告げられ、関係を打ち切られる。家庭でも母が父の収賄疑惑を密告し、父が政府に連行されてしまう。そんな時にチャン先生とイン先生が自分のことで口論しているのを聞き、二人の関係を疑ってイン先生を恋敵と逆恨みする。二人が政府の禁じた本を密かに勉強する読書会を開いていることを知っていたレイは、読書リストをバイ教官に渡すことでそれを密告する。その結果、チャン先生やウェイ、その他の生徒も捕まり、チャン先生は死刑、友人であるウェイや他の生徒には懲役十五年の判決が下り、イン先生は海外に亡命するという結果を招いてしまう。国からは密告の功績を讃えられるも、同級生からは「チクリ魔」とイジメを受けるようになり、罪の意識に耐えきれなくなったことで屋上から飛び降りて自ら命を絶つ。死後も自責の念から学校を彷徨い、記憶を取り戻す度に表彰台の上で首を吊るが、死者である為に死ぬことも出来ず、記憶を無くしては取り戻すことを繰り返していた。
モデルは傅如芝（1932年9月3日－1956年1月13日）とされる。
イン先生（殷翠涵/イン・ツイハン）
歴史担当の女教師でレイの担任。読書会のリストが流出した後は協力者がいたためか、国外脱出に成功した。その後も海外から表現の自由や人権を訴える活動を続けたが、肺癌のため50歳で病没する。その最後の希望は故郷に帰ることだったが、戒厳令撤廃によって実現する。
チャン先生（張明暉/チャン・ミンホイ）
カウンセリングを担当した男性教師。悩みを抱えるレイの相談に乗るが、大通りの映画館へ連れて行くなど検閲されていない知識や世界を彼女に見せ、さらには恋仲になってしまう。レイと同じ年頃には留学していたらしく、彼女は十分に成熟しているとの主張で成人のように扱うが、結果的には彼女を傷つけ、自身の破滅をも招いた。ゲーム序盤からイメージとして挿入される、麻袋を頭に被せられた男の正体は彼である。
バイ教官（白國峰/バイ・グオフォン）
教師ではなく学校の軍訓教官。元軍人で、生徒から恐れられている。戦争で山ほど人を殺したという噂があるらしい。容姿が似ていることから中華民国総統の馬英九がモデルと指摘されている。

## メディアミックス

### 書籍版
- 2017年2月6日に、外伝にあたる小説『返校 悪夢再続』が台湾で発売された。原著：赤燭遊戲、小説：笭菁。
- 2021年7月16日に、ゲームの30年後の世界を描いたドラマ版の小説『返校 影集小説』が日本で発売された。小説：李則攸・巫尚益、監修：公共電視、訳：七海有紀。この小説の漫画版『返校 -DETENTION-』が2022年2月28日から電子書籍で作画：OGAにて配信。

### 映画版
2019年9月20日に映画版『返校 言葉が消えた日』が公開された。

### ドラマ版
2020年12月5日、Netflixオリジナルの実写ドラマとして全8話が配信開始された。原作ゲームから30年後の後日談として描かれており、李登輝政権末期・民主化直後の1999年10月頃の台湾の片田舎が舞台。舞台は同じ翠華高校となっている。主人公ユンシアン（劉芸香/リウ・ユンシアン）を李玲葦が演じており、レイ（方芮欣）、ウェイ（魏仲廷）、バイ教官（白國峰）が30年後の姿として出演している。ノベライズ版の邦訳が『返校 影集小説』のタイトルで角川ホラー文庫から刊行されている。

#### 登場人物・キャスト
- 李玲葦 - 劉芸香 - とある理由で台北から片田舎の翠華高級中学に転校してきた。
- 韓寧 - 方芮欣 - 翠華高級中学の旧校舎を彷徨う亡霊。
- 黄冠智 - 程文亮 - 劉芸香の同級生。寺生まれ。
- 姚淳耀 - 沈華 - 翠華高級中学の教師。校長の息子。
- 趙正平 - 白國峰 - 翠華高級中学の教官。
- 羅光旭 - 沈敬 - 翠華高級中学の校長。
- 鄭家楡 - 鄧馨予 - 劉芸香の母親。
- 張翰 - 劉俊賢 - 劉芸香の父親。
- 蔡瑞雪 - 蘇婕妤 - 二年忠組の班長。
- 吳昆達 - 魏仲廷 - 廃医院に住む世捨て人。